# Marcelino Usatorre
Marcelino Usatorre Royo (Lequeitio, 2 de junio de 1902 - Moscú, 28 de julio de 1966) fue un militar republicano español.

## Biografía
Nacido en la localidad vizcaína de Lequeitio el 2 de junio de 1902, . Tras el estallido de la guerra civil española, se unió a las milicias republicanas. Durante la contienda llegó a ser comandante de la 122.ª Brigada Mixta y posteriormente de la 27.ª División, alcanzando el rango de teniente coronel en el Ejército Popular de la República. Militante del Partido Comunista de España (PCE), al final de la contienda se exilió en la Unión Soviética junto a otros mandos comunistas del Ejército republicano. Tuvo un hermano, Mikel, que durante la Segunda Guerra Mundial colaboró con el ejército norteamericano.
En la Unión Soviética llegó a asistir a una academia militar, aunque no tomó parte en la Segunda Guerra Mundial. En Moscú nació su hijo Juan Usatorre, que sería futbolista profesional en la Unión Soviética.
Más adelante trabajaría como mecánico en la fábrica Lijachov. Falleció en Moscú el 28 de julio de 1966.